# Генетика макуларне дегенерације повезане са старењем
Генетика макуларне дегенерације повезане са старењем  је уобичајена полигена болест у којој учествује више генетских варијанти, као и фактори животне средине и животног стила, који доприносе ризику од болести, при чему сваки додаје малу до умерену количину повећаног ризика. Ризик од развоја болести је најмање три пута већи код људи који имају члана породице са макуларном дегенерацијом повезаном са старењем (акроним АМД од енг. речи Age-related macular degeneration) него код оних који немају сродника у првом колену са АМД. Овај ризик се повећава када чланови уже породице имају болест, при чему је једна студија проценила и до 27,8 пута већи ризик код погођеног родитеља и 12 пута повећан ризик за оне са оболелеим братом или сестром.

## Етиологија
Неколико генетских варијанти је доследно повезано са АМД-ом. Уобичајена кодирајућа варијанта Y402H  у гену фактора комплемента  H (CFH) је прва идентификована. Однос шанси повезан са хомозиготношћу за варијанту ризика за све категорије АМД се процењује да је између 2,45 и 3,33. Односи шансе су већи, између 3,5 и 7,4, за напредне суве и влажне облике АМД-а.
Неколико других генетских локуса у алтернативној каскади комплемента се такође доследно показало да утичу на ризик од АМД. Ово укључује друге варијанте у  CFH , као и друге гене: фактор B (BF)/комплемента компонента 2 (C2), компонента комплемента 3 (C3),   и фактор комплемента  I (CFI).
Неколико гена који нису укључени у каскаду комплемента су такође се могу  укључити у АМД. Варијације у HTRA1/ARMS2  локусу на хромозому 10 су убедљиво повезане са АМД, са величином ефекта сличном или већом од оне која се примећује код CFH . Функција овог гена није у потпуности схваћена, али постоје докази да даје већи ризик за влажну АМД него за географску атрофију.
Такође је утврђено да ретке генетске варијанте у систему комплемента играју важну улогу у АМД. Овакве ретке варијанте су описане у генима фактора комплемента Н CFH, фактора комплемента  I (CFI), фактора комплемента 9 (C9) и фактора комплемента 3 (C3) .
Пријављено је да су хепатична липаза C (LIPC) и ткивни инхибитор металопротеиназе 3 (TIMP3) повезани са АМД у великим студијама везаним за читав геном. LIPC, нови АМД ген, укључен је у метаболизам липопротеина холестерола високе густине (ХДЛ),   а TIMP3  је умешан у менделски, рани облик макуларне дегенерације познат као Sorsby's fundus dystrophy.
Међународни геномски конзорцијум за АМД  открио је укупно 52 генетске варијанте које су повезане са АМД-ом. Ове варијанте се налазе међу 34 локуса. Такође је идентификована генетска варијанта близу MMP9 специфична за неоваскуларни облик АМД.

## Клиничке карактеристике
Чак и пре идентификације претходно описаних генетских асоцијација, сматрало се да је инфламаторна каскада важна компонента у патофизиологији АМД, а студија је показала да је маркер системске упале, Ц-реактивни протеин, повезан са АМД.  Постојање вишеструких, комплементарно повезаних алела ризика за АМД дало је даљу подршку овој теорији и бацило светло на улогу неконтролисане активације алтернативног пута комплемента у овој болести.
CFH инхибира алтернативни пут комплемента блокирањем формирања и убрзавањем распада C3 конвертаза алтернативног пута; такође служи као кофактор за цепање и инактивацију C3b посредованог фактором 1. Y402H варијанта се везујуће на одређено местао ЦФХ за хепарин и Ц-реактивног протеина. Везивање за ова места повећава афинитет CFH за C3b што, заузврат, повећава способност CFH  да инхибира ефекте комплемента.
На основу ових генетских открића повезаних са комплементом, изведена су различита испитивања за агенсе који модулирају комплемент, као што су Ц3 инхибитор интравитреални компстатин/POT-4, анти-C5 антитело, C5 инхибитор ARC1905, антитело против фактора Д комплемента , антитело против BF, рекомбинантни CFH  и растворљиви облик рецептора комплемента 1.
ФДА је издала безбедносно упозорење у вези са препакованим интравитреалним инјекцијама бевацизумаба (Авастин), анти-ВЕГФ антитела. Инфекције су резултат контаминације до које је дошло током поновног паковања бевацизумаба из бочица од 100 мг/4 мЛ за једнократну употребу, без конзерванса у појединачне шприцеве од 1 мЛ за употребу ван упутства за лечење влажне макуларне дегенерације.

## Генетско тестирање
Генетске варијанте објашњавају отприлике половину класичног ризика од АМД-а, а тренутно је доступно комерцијално генетско тестирање за неке варијанте ризика од АМД-а. Познавање генетских варијација у локусима ризика повећава способност предвиђања прогресије АМД-а изнад и изван знања о демографији, очним факторима, историји пушења и БМИ.
Генотипизација може постати:
- користан алат за идентификацију појединаца који су под већим ризиком од болести *

- користна метода за интензивније праћења и/или стратегију превентивних лечења.

Резултати неколико добро оснажених, текућих фармакогенетских студија требало би да разјасне да ли генетски састав утиче на одговор током лечења АМД, као што су то сугерисале неке студије.

## Терапија
Терапија  макуларне дегенерације повезане са годинама  може укључивати следеће:
- Интравитреална инјекција са ранибизумабом, бевацизумабом, афлиберцептом, бролуцизумабом или пегаптаниб натријумомом
- Фотодинамичка терапија са вертепорфином
- Операција термалне ласерске фотокоагулације
- Антиоксидативни витамински и минерални суплементи (витамин А, витамин Е, цинк и лутеин)
- Заокружене нијансе (нпр наранџасто обојена, плава блокирајућа сочива) је ефикасно решење за одложено прилагођавање тами и за заштиту очију од директне сунчеве светлости
- Избегавање/престанак употребе дувана
- Често праћење ради процене ризика од конверзије у ексудативни АМД